# 拉尔迪
拉尔迪（法語：Lardy，法語發音：[laʁdi] ⓘ）是法国法兰西岛大区埃松省的一个市镇，位于该省中部，属于埃唐普区。

## 地理
拉尔迪（48°31'20"N, 2°15'55"E）面积7.63 平方千米，位于法国法蘭西島大區埃松省，该省份为法国北部内陆省份，北起上塞纳省和马恩河谷省，西接厄尔-卢瓦省和伊夫林省，南至卢瓦雷省，东临塞纳-马恩省。
与拉尔迪接壤的市镇（或旧市镇、城区）包括：阿夫兰维尔、瑞讷河畔布赖、瑞讷河畔让维尔、沙马朗德、谢普坦维尔、圣弗兰、托尔富。

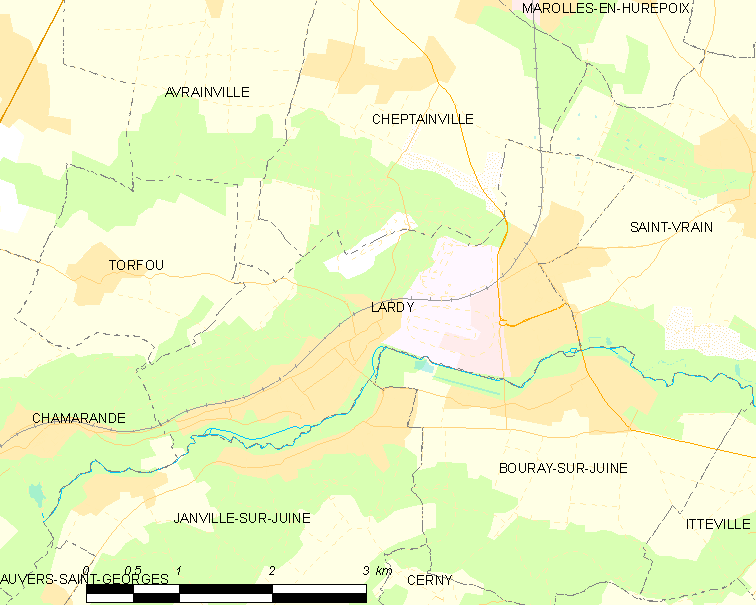
拉尔迪的OSM定位图

拉尔迪的时区为UTC+01:00、UTC+02:00（夏令时）。

## 行政
拉尔迪的邮政编码为91510，INSEE市镇编码为91330。

## 政治
拉尔迪所属的省级选区为阿尔帕容县。

## 人口

1962-2008年间拉尔迪人口变化图示

拉尔迪于2022年1月1日时的人口数量为5572人。